# Вулиця Заньковецької (Ніжин)
Вулиця Заньковецької — вулиця міста Ніжина. Пролягає від вулиці Івана Франка до вулиці Кунашівської.
До вулиці прилягає Линівська вулиця.

## Історія
Сучковий провулок відомий із ХІХ століття. У 1904—1919 роках (з перервами) будинку № 11 жила радянська українська актриса Марія Заньковецька. На будинку 1960 року встановлено меморіальну дошку.
1911 року вулиця отримала сучасну назву — на честь української актриси Марії Заньковецької.
1925 року в будинку № 36 (не зберігся) народився Герой Радянського Союзу, учасник визволення Ніжина Іван Жовтопляс.

## Забудова
Вулиця пролягає у північно-східному напрямку. Парна та непарна сторони вулиці зайняті садибною забудовою.
Установи: відсутні
Пам'ятники історії:
1. будинок № 11 — Будинок, де жила Марія Заньковецька